# سوتون ويفر (تشيشير)
سوتون ويفر (بالإنجليزية: Sutton Weaver)‏ هي قرية تقع في المملكة المتحدة في شمال غرب إنجلترا. يقدر عدد سكانها بـ 495 نسمة .

## المناخ
يظهر الجدول التالي التغييرات المناخية على مدار السنة لسوتون ويفر:
| البيانات المناخية لـسوتون ويفر    | البيانات المناخية لـسوتون ويفر | البيانات المناخية لـسوتون ويفر | البيانات المناخية لـسوتون ويفر | البيانات المناخية لـسوتون ويفر | البيانات المناخية لـسوتون ويفر | البيانات المناخية لـسوتون ويفر | البيانات المناخية لـسوتون ويفر | البيانات المناخية لـسوتون ويفر | البيانات المناخية لـسوتون ويفر | البيانات المناخية لـسوتون ويفر | البيانات المناخية لـسوتون ويفر | البيانات المناخية لـسوتون ويفر | البيانات المناخية لـسوتون ويفر |
| الشهر                             | يناير                          | فبراير                         | مارس                           | أبريل                          | مايو                           | يونيو                          | يوليو                          | أغسطس                          | سبتمبر                         | أكتوبر                         | نوفمبر                         | ديسمبر                         | المعدل السنوي                  |
| --------------------------------- | ------------------------------ | ------------------------------ | ------------------------------ | ------------------------------ | ------------------------------ | ------------------------------ | ------------------------------ | ------------------------------ | ------------------------------ | ------------------------------ | ------------------------------ | ------------------------------ | ------------------------------ |
| الدرجة القصوى °م (°ف)             | 15 (59)                        | 16 (61)                        | 18 (64)                        | 25 (77)                        | 28 (82)                        | 30 (86)                        | 35 (95)                        | 34 (93)                        | 28 (82)                        | 22 (72)                        | 18 (64)                        | 15 (59)                        | 35 (95)                        |
| متوسط درجة الحرارة الكبرى °م (°ف) | 8 (46)                         | 8 (46)                         | 10 (50)                        | 13 (55)                        | 16 (61)                        | 18 (64)                        | 20 (68)                        | 20 (68)                        | 18 (64)                        | 14 (57)                        | 10 (50)                        | 7 (45)                         | 14 (56)                        |
| متوسط درجة الحرارة الصغرى °م (°ف) | 3 (37)                         | 3 (37)                         | 4 (39)                         | 6 (43)                         | 8 (46)                         | 11 (52)                        | 13 (55)                        | 13 (55)                        | 11 (52)                        | 8 (46)                         | 5 (41)                         | 3 (37)                         | 7 (45)                         |
| أدنى درجة حرارة °م (°ف)           | −6 (21)                        | −7 (19)                        | −5 (23)                        | −2 (28)                        | 1 (34)                         | 1 (34)                         | 6 (43)                         | 6 (43)                         | 0 (32)                         | −3 (27)                        | −5 (23)                        | −10 (14)                       | −10 (14)                       |
| الهطول مم (إنش)                   | 46.3 (1.82)                    | 40.3 (1.59)                    | 37.3 (1.47)                    | 39.4 (1.55)                    | 48.7 (1.92)                    | 48.5 (1.91)                    | 48.4 (1.91)                    | 45.6 (1.80)                    | 50.3 (1.98)                    | 70.3 (2.77)                    | 56.6 (2.23)                    | 63.1 (2.48)                    | 594.8 (23.43)                  |
| [بحاجة لمصدر]                     |                                |                                |                                |                                |                                |                                |                                |                                |                                |                                |                                |                                |                                |